# Chafariz da Beira

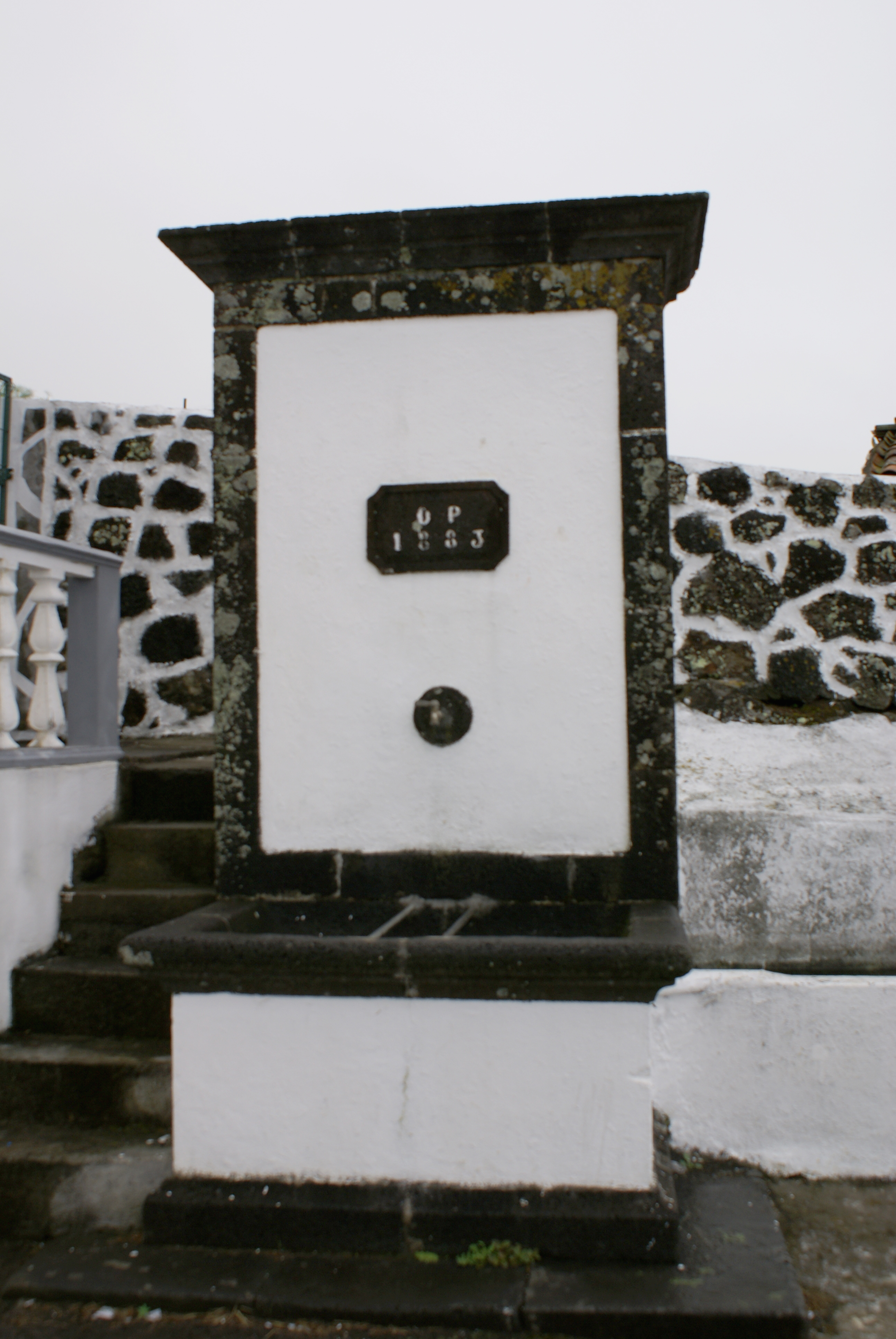
Chafariz da Beira.

O Chafariz da Beira localiza-se na freguesia da Beira, concelho de Velas, na ilha de São Jorge, arquipélago dos Açores.
Este chafariz público de aspecto simples data de 1883 e caracteriza-se pela sua construção em belas pedras de cantaria basáltica de origem vulcânica local. As Pedras são de cor cinzenta escura e rebocadas a argamassa pintada a cal branco. O chafariz ostenta a inscrição O. P. (Obras Públicas) e abaixo desta inscrição a já referida data de 1883. Apresenta uma bica e um bebedouro para animais.